# Parnaíba (rivier)
De Parnaíba (Portugees: Rio Parnaíba) is een rivier in het noordoosten van Brazilië die vanuit het Hoogland van Brazilië naar de Atlantische Oceaan de grens tussen de deelstaten Maranhão en Piauí vormt. Ze staat ook bekend als "Oude Monnik". Etymologisch komt de term uit het Tupi en betekent "slechte zee", door het combineren van de termen paranã ("zee") en aíb ("slecht"). Echter in zijn roman Iracema schrijft José de Alencar, dat de betekenis in feite zou zijn "rivier die de arm van de zee is" (pará nhanhe hyba).
De rivier ontspringt in de uitlopers van de Chapada das Mangabeiras, in het zuiden van Piauí, sinds 2002 gelegen in het Nationaal park Nascentes do Rio Parnaiba. De rivier ontspringt op een hoogte van zevenhonderd meter, voornamelijk door de samenvloeiing van drie stromen: het Água Quente op de grens tussen Piaui en Maranhão, de Curriola en de Lontra, in Piauí. Ze loopt ongeveer 1450 km tot aan de monding in de Atlantische Oceaan. Bestaat uit drie gangen:
- Boven-Parnaíba – van de bronnen tot de dam van de Goede Hoop;
- Midden-Parnaíba – van de dam aan de monding van Rio Poti in Teresina;
- Beneden-Parnaíba – van de monding tot aan de Atlantische Oceaan.

De Parnaíba ligt in een overgangsgebied tussen het noordoosten met dorre en slechte vegetatie en de Amazone, bedekt met bossen, genaamd in het Centrum-Noorden van Brazilië. De rivier de Parnaíba loopt langs twintig gemeenten van Piauí en 22 van Maranhão. De Parnaíba zorgt voor regen, net zoals bijna alle Braziliaanse rivieren en bekkens.
Ze heeft steile hellingen, van haar bron tot aan de stad Santa Filomena, vanaf daar mindert dit geleidelijk, om ten slotte in de laatste kilometers van haar reis, een declinatie te hebben van minder dan 25 cm/km. In de bedding van de Parnaíba loopt elk jaar 20 miljard kubieke meter water, terwijl de gemiddelde neerslag over de regio's die de rivier doorloopt, ongeveer 1.500 mm/jaar is.
Het dal van de Parnaíba heeft meer dan drieduizend kilometers oude rivieren, honderden meren, en ook de helft van het ondergrondse water in het noordoosten, wat betekent tien miljard kubieke meter per jaar. In Maranhão zijn de belangrijkste zijrivieren de Rio Parnaíbinha (die meer water bevat dan de Parnaíba), de Rio Medonho en de Rio das Balsas. De rivieren in de staat Piauí zijn de Gurgueia, Urucuí-Preto, Caninde, Poti en Longá.
- Het is de grootste rivier in het noordoosten van Brazilië.
- Vormt de grens tussen de staten Maranhão en Piauí.
- Is bevaarbaar op zijn gehele lengte.
- Verzorgt, samen met de bekkens van de Paraná en de Amazone, de drie grootste Braziliaanse sedimentaire bekkens.